# Vincent Angelo Larusso
Vincent Angelo Larusso (Livingston, Nova Jersey, 16 de maio de 1978) é um ator estadunidense.
Vincent estudou em Madison High School, em Madison, Nova Jersey em 1996, em 2000, estudou em Boston School of Managmet e fez universidade na Boston University.
Iniciou sua carreia em 1981 em On Golden Pond. Muitas pessoas o conhecem como Adam Banks da trilogia The Mighty Ducks  (Em português, Os super patos). Também apareceu em um curto filme de 11 minutos chamado "Fecal Matters".
Tem apelidos como: Sween, Vinnie ou Banksies (após fazer o filme The Mighty Ducks).
É baixista e tem um irmão mais velho, chamado Anthony.

## Filmografia
| Ano  | Filme                                 | Papel           |
| ---- | ------------------------------------- | --------------- |
| 1981 | On Golden Pond                        |                 |
| 1991 | Bloodbrothers: The Joey DiPaolo Story | Patrick         |
| 1992 | The Mighty Ducks                      | Adam Banks      |
| 1994 | D2: The Mighty Ducks                  | Adam Banks      |
| 1995 | Streets of Darkness                   | Danny           |
| 1996 | D3: The Mighty Ducks                  | Adam Banks      |
| 2000 | Law & Order, episódio: Colisão        | Policial        |
| 2006 | Damaged Goods                         | Wyatt           |
| 2008 | Super-Herói                           | Ladrão de banco |